# Dinastía Vakataka
La dinastía Vakataka (IAST: Vākāṭaka) fue una dinastía del subcontinente indio que se originó en el Deccan a mediados del siglo III d. C. Se cree que su estado se extendió desde los límites sureños  de Malwa y Gujarat en el norte hasta el Río Tungabhadra en el sur, así como desde el mar Arábigo en el oeste hasta Chhattisgarh en el este. Fueron los sucesores más importantes de los Satavahanas en el Deccan y contemporáneos con los Guptas en el norte de la India.
La dinastía Vakataka fue una dinastía brahmín. Se sabe poco sobre Vindhyashakti (c.250 - c.270 CE), el fundador de la familia. La expansión territorial se inició en el reinado de su hijo Pravarasena I. En general, se cree que la dinastía Vakataka se dividió en cuatro ramas después de Pravarasena I. Se conocen dos ramas y dos son desconocidas. Las ramas conocidas son la rama Pravarapura-Nandivardhana y la rama Vatsagulma. El emperador Gupta Chandragupta II casó a su hija con la familia real Vakataka y con su apoyo anexó Gujarat controlada por los Sátrapas occidentales en el siglo IV d. C. El poder de Vakataka fue seguido por el de los chalukyas de Badami en Deccan.
Los Vakatakas son conocidos por haber sido mecenas de las artes, la arquitectura y la literatura. Dirigieron las obras públicas y sus monumentos son un legado visible. Las viharas y chaityas budistas excavadas en la roca de las cuevas de Ajanta (Patrimonio de la Humanidad por la UNESCO) fueron construidas bajo el patrocinio del emperador Vakataka, Harishena.

## Vindhyashakti
El fundador de la dinastía fue Vindhyashakti (250-270), cuyo nombre deriva del nombre de la diosa Vindhya. La dinastía se puede originar allí. Casi nada se sabe sobre Vindhyashakti, el fundador de los Vakatakas. En la cueva XVI, la inscripción de Ajanta fue descrita como el estandarte de la familia Vakataka y un Dvija. En esta inscripción se afirma que él ganó poder luchando en grandes batallas y tuvo una gran caballería. Pero ningún título real está prefijado a su nombre en esta inscripción. Los Puranas dicen que gobernó durante 96 años. Su lugar de nacimiento fue colocado de manera diversa en el sur de Deccan, Madhya Pradesh y Malwa. KP Jayaswal atribuye a Bagat, una aldea en el distrito de Jhansi, como el hogar de Vakatakas. Pero después de refutar la teoría sobre el hogar norteño de los Vakatakas, VV Mirashi señala que la primera mención del nombre Vakataka aparece en una inscripción que se encuentra en un fragmento de un pilar en Amravati que registra el regalo de un Grihapati (cabeza de familia) Vakataka y sus dos esposas. Este Grihapati con toda probabilidad fue el progenitor de Vidhyashakti. Según los Puranas, Vindhyasakti era un gobernante de Vidisha (en el estado actual de Madhya Pradesh ), pero eso no se considera correcto.
Según el Dr. Mirashi, quien ha rechazado la identificación de Rudra deva en la inscripción del pilar de Allahabad de Samudra Gupta con Rudra sena I. También señaló que no hay monedas de Vakataka y que no hay inscripciones de ellos en el norte de Vindhyas. Por lo tanto, una localización al sur sería correcta. Sin embargo, es cierto que se han pronunciado en algunos de estos lugares, ya que los epígrafes estaban disponibles en Madhya Pradesh, etc.

## Pravarasena I
El siguiente gobernante fue Pravarasena I (270-330), el primer gobernante Vakataka que se llamó a sí mismo Samrat (gobernante universal) y condujo guerras contra los reyes Naga. Fue un emperador por derecho propio, quizás el único emperador en la dinastía, ya que su reino abarcó una buena parte del norte de la India y la totalidad de Decán. Él llevó sus brazos al río Narmada, en el norte, y se anexó el reino de Purika, que era gobernado por un rey llamado Sisuka. En cualquier caso, ciertamente gobernó desde Bundelkhand en el norte (aunque el Dr. Mirashi no acepta que haya cruzado el Narmada) hasta el presente Andhra Pradesh en el sur. Los puranas le asignan un reinado de 60 años.
Según V.V. Mirashi, es poco probable que haya hecho alguna conquista en el norte de Maharashtra, Gujarat o Konkan. Sin embargo, puede haber conquistado partes del norte de Kuntala que comprenden los distritos de Kolhapur, Satara y Solapur de Maharashtra. En el este, puede haber llevado sus brazos a Dakshina Kosala, Kalinga y Andhra. Fue un seguidor de la religión védica y realizó varios Yajnas (sacrificios) que incluyen Agnishtoma, Aptoryama, Ukthya, Shodasin, Atiratra, Vajapeya, Brihaspatisava, Sadyaskra y cuatro Asvamedhas. Donó en gran medida a los brahmanes durante el sacrificio de Vajapeya según los Puranas. También tomó el título de Dharmamaharaja además de Samrat. Se hizo llamar Haritiputra. Su primer ministro, Deva, era un brahmín muy piadoso y erudito. Los Puranas dicen que Pravarasena I tuvo cuatro hijos. Casó a su hijo Gautamiputra con una hija del rey Bhavanaga de la poderosa familia Bharashiva, lo que podría haber sido útil. Sin embargo, Gautamiputra murió y fue sucedido por su nieto Rudrasena I, su hijo. Su segundo hijo, Sarvasena estableció su capital en Vatsagulma (la actual Washim). Nada se sabe acerca de las dinastías establecidas por los otros dos hijos.

## Ramas de la dinastía
En general, se cree que la familia gobernante de Vakataka se dividió en cuatro ramas después de Pravarasena I. Se conocen dos ramas —la rama Pravarpura-Nandivardhana y la rama Vatsagulma— y dos son desconocidas.

### Rama Pravarapura-Nandivardhana
La rama de Pravarapura-Nandivardhana gobernó desde varios sitios como Pravarapura (Paunar) en el distrito de Wardha y Mansar y Nandivardhan (Nagardhan) en el distrito de Nagpur. Esta rama mantenía relaciones matrimoniales con los guptas imperiales.

#### Rudrasena I
No se sabe mucho sobre Rudrasena I, el hijo de Gautamiputra, que gobernó desde Nandivardhana, cerca de la colina Ramtek, a unos 30 km de Nagpur. Hay una mención de Rudradeva en la inscripción del pilar de Allahabad, junto con los otros gobernantes de Aryavarta. Varios eruditos, como AS Altekar, no están de acuerdo en que Rudradeva sea Rudrasena I, ya que si Rudrasena I hubiera sido derrotado por Samudragupta, es extremadamente improbable que su hijo Prithivishena acepte a una princesa Gupta (Prabhavatigupta) como su hija. En segundo lugar, no se ha encontrado ninguna inscripción de Rudrasena I al norte de Narmada. La única inscripción en piedra del reinado de Rudrasena I descubierta hasta ahora se encontró en Deotek en la actualidad el distrito de Chandrapur, por lo que no puede compararse con Rudradeva de la inscripción del pilar de Allahabad, que pertenecía a Aryavarta.

#### Prithivishena I
Rudrasena I fue sucedido por su Prithivishena I (355-380), y Prithivishena I fue sucedido por su hijo llamado Rudrasena II.

#### Rudrasena II, Divakarasena y Pravarasena II
Se dice que Rudrasena II (380–385) se casó con Prabhavatigupta, la hija del rey Gupta Chandragupta II (375-413/15). Rudrasena II murió fortuitamente después de un breve reinado en 385, después de lo cual Prabhavatigupta (385-405) gobernó como regente en nombre de sus dos hijos, Divakarasena y Damodarasena (Pravarasena II) durante 20 años. Durante este período, el reino Vakataka fue prácticamente una parte del Imperio Gupta. Muchos historiadores se refieren a este período como la era Vakataka-Gupta. Si bien esto ha sido ampliamente aceptado hace más de 30 años, esta línea de argumentación no tiene pruebas adecuadas. La inscripción de Prabhavati Gupta menciona a una "Deva Gupta" que es su padre y los historiadores lo compararon con Chandra Gupta II. Sin embargo, no hay otra fuente para probar que Deva Gupta es realmente Chandra Gupta II. Esto es más cuestionable ya que la datación de Vakatakas está más o menos establecida, mientras que la de Guptas a veces es anterior a la de la invasión griega de Alejandro.
Pravarasena II compuso la Setubandha, escrita en prácrito maharashtri. También se le atribuyen algunos versos de Gaha Sattasai. Cambió la capital de Nandivardhana a Pravarapura, una nueva ciudad fundada por él. Construyó un templo dedicado a Rama en su nueva capital.
El número más alto de inscripciones de placa de cobre descubiertas hasta ahora de la dinastía Vakataka (en total 17) corresponde a Pravarasena II. Es quizás el gobernante más registrado de la antigua India después de Ashoka el Grande.

#### Narendrasena y Prithivishena II
Narravrasena (440-460) sucedió a Pravarasena II, bajo la cual la influencia Vakataka se extendió a algunos estados de la India central. Prithivishena II, el último rey conocido de la línea, sucedió a su padre Narendrasena en c. 460. Después de su muerte en 480, su reino fue probablemente anexionado por Harishena de la rama Vatsagulma.

### Rama Vatsagulma
La rama Vatsagulma fue fundada por Sarvasena, el segundo hijo de Pravarasena I después de su muerte. El rey Sarvasena hizo de Vatsagulma, la actual Washim en el distrito de Washim de Maharashtra, su capital. El territorio gobernado por esta rama estaba entre la cordillera de Sahydri y el río Godavari. Patrocinaron algunas de las cuevas budistas en Ajanta.

#### Sarvasena
Sarvasena (c. 330 - 355) tomó el título de Dharmamaharaja. También se le conoce como el autor de Harivijaya en prácrito, que se basa en la historia de traer el árbol parijat del cielo de Krishna. Esta obra, elogiada por escritores posteriores se pierde. También se le conoce como el autor de muchos versos del prácrito Gaha Sattasai. Uno de los nombres de su ministro era Ravi. Fue sucedido por su hijo Vindhyasena.

#### Vindhyasena
Vindhysena (c. 355-400) también conocido como Vindhyashakti II. Se le conoce por las conocidas placas de Washim, que registraron la concesión de una aldea situada en el norte de Marga (subdivisión) de Nandikata (actualmente Nanded) en su 37.º año de reinado. La parte genealógica de la subvención está escrita en sánscrito y la parte formal en Prakrit. Esta es la primera concesión de tierras conocida de cualquier gobernante Vakataka. También tomó el título de Dharmamaharaja. Vindhyasena derrotó al gobernante de Kuntala, su vecino del sur. Fue sucedido por su hijo Pravarasena II.

#### Pravarasena II
Pravarasena II (c. 400-415) fue el siguiente gobernante de quien se sabe muy poco, excepto por la inscripción en la Cueva XVI de Ajanta, que dice que se exaltó por su excelente, poderoso y liberal gobierno. Murió después de una regla muy breve y lo sucedió su hijo menor, que solo tenía 8 años cuando murió su padre. El nombre de este gobernante se pierde en la inscripción de la Cueva XVI.

#### Devasena
Este gobernante desconocido fue sucedido por su hijo Devasena (c. 450-475). Su administración fue en realidad dirigida por su ministro Hastibhoja. Durante su reinado, uno de sus sirvientes, Svaminadeva, excavó un tanque llamado Sudarshana cerca de Washim en c. 458-59.

#### Harishena
Harishena (c. 475-500) sucedió a su padre Devasena. Fue un gran patrón de la arquitectura budista, el arte y la cultura. El monumento del patrimonio mundial de las cuevas de Ajanta es un ejemplo de sus obras. La inscripción en la cueva XVI de Ajanta establece que conquistó Avanti (Malwa) en el norte, Kosala (Chhattisgarh), Kalinga y Andhra en el este, Lata (Gujarat Central y del Sur) y Trikuta (Distrito de Nashik) en el oeste y Kuntala (Maharashtra sur) en el sur. Varahadeva, un ministro de Harishena y el hijo de Hastibhoja, excavó una vihara en la roca de la Cueva XVI de Ajanta. Tres de las cuevas budistas en Ajanta, dos viharas -cuevas XVI y XVII- y una chaitya- cueva XIX- fueron excavadas y decoradas con pinturas y esculturas durante el reinado de Harishena. Según un historiador del arte, Walter M. Spink, todos los monumentos excavados en la roca de Ajanta, excluyendo las cuevas, se construyeron durante el reinado de Harishena aunque su opinión no es aceptada universalmente.
Harishena fue sucedido por dos gobernantes cuyos nombres no se conocen. El final de la dinastía es desconocido. Probablemente fueron derrotados por los Kalachuri de Mahismati.

#### La versión de Dashakumaracharita del final
Según el octavo ucchvāsaḥ de la Dashakumaracharita de Dandin, que fue escrito probablemente unos 125 años después de la caída de la dinastía Vakataka; el hijo de Harishena, aunque inteligente y realizado en todas las artes, descuidó el estudio de Dandaniti (Ciencia Política) y se entregó al disfrute de placeres y todo tipo de vicios. Sus súbditos también lo siguieron y llevaron una vida viciosa y disoluta. Al encontrar esta oportunidad adecuada, el gobernante de los vecinos Ashmaka envió al hijo de su ministro a la corte de los Vakatakas. Este último se congració con el rey y lo incitó en su vida disoluta. También diezmó sus fuerzas por varios medios. Finalmente, cuando el país estaba completamente desorganizado, el gobernante de Ashmaka instigó al gobernante de Vanavasi (en el distrito de Kanara del norte) para que invadiera el territorio Vakataka. El rey llamó a todos sus feudatorios y decidió luchar contra su enemigo en la orilla de la Varada (Wardha). Mientras luchaba con las fuerzas del enemigo, algunos de sus propios feudatorios lo atacaron en la retaguardia y lo mataron. La dinastía Vakataka terminó con su muerte.